# Henri Barbusse

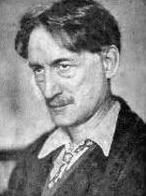
Henri Barbusse ở Moscow năm 1933.

Henri Barbusse (1873-1935) là nhà văn người Pháp. Ông còn là thành viên của Đảng Cộng sản Pháp.

## Tình cảmvới nhữngngười Việt Nam

### Phan Châu Trinh
Henri Barbusse là người vận động Hội Nhân quyền Pháp để cứu Phan Châu Trinh thoát khỏi án tử hình.

### Nguyễn Ái Quốc

#### Cơ duyên và những nét khái quát[2]
Jacques Duclos đã nói như sau: 
| “ | ’Tôi biết anh Nguyễn Ái Quốc đã đọc tiểu thuyết Lửa của Barbusse và Anh quen biết riêng với Barbusse | ” |

Câu nói trên đã nói cho ta rõ Nguyễn Ái Quốc quen biết Henri Barbusse như thế nào. Dần dần theo thời gian, họ trở thành những người bạn thân thiết. Điều làm cho người ta không thể quên là mỗi khi gặp Nguyễn Ái Quốc, Barbusse lên án gay gắt chủ nghĩa thực dân ở Pháp đối với các dân tộc thuộc địa, tuyên bố ủng hộ nhân dân Việt Nam đấu tranh cho tự do. Nơi gặp gỡ của hai người thường là thư viện, câu lạc bộ ngoại ô,... Mặc dù Barbusse hơn Nguyễn Ái Quốc "một thế hệ", song không vì tuổi tác chênh lệch mà năng trở hai người đến với nhau. Ở đâu Barbusse cũng dành cho con người Việt Nam những tình cảm nồng nàn. Sự xích lại gần nhau giữa hai người, chính ở chỗ: Barbuse là một trong những chiến sĩ đầu tiên và lớn nhất trong văn học thế giới phản đối chiến tranh đế quốc, còn Nguyễn Ái Quốc là một chiến sĩ tiên phong trong cuộc đấu tranh giành độc lập, tự do của các nước thuộc địa.

#### Biểu hiện[2]

##### Lần gặp đầu tiên
Trên đường đến viếng Romain Rolland trong năm 1946, Hồ Chí Minh có nhắc về Henri Barbusse và kỷ niệm lần đầu tiên gặp Barbusse tại nhà riêng của ông. Hôm đó, Người có đề nghị với Barbusse và Rolland giúp đỡ việc xin giấy phépra tờ báo Le Paria. Barbusse là người đứng ra "bảo lãnh". Cả Barbusse và Rolland đích thân đưa giấy phép đến "trình tòa". Giấy này do một luật sư viết. Barbusse và Rolland quyết định rời tòa soạn của Le Paria đến một trụ sở của một tổ chức quốc tế các nhà văn tiến bộ thế giới, đó là nhà số 16 phố Jacques Caliot. Số đầu tiên của báo xuất bản bằng tiền quyên góp của rất nhiều người, trong đó Nguyễn Ái Quốc, dù túng bấn, cũng đóng góp 25 quan.

##### Lần cuối gặp nhau
Cũng trong câu chuyện đang kể đó, Hồ Chí Minh nhớ lại:
| “ | ’Năm 1935, sức khỏe của Bác giảm sút phải đi nghỉ ở bờ biển phía nam Liên Xô. Nghe tin Henri Barbusse sang thăm Liên Xô bị bệnh đột ngột. Bác về Mạc Tư Khoa lúc ông hấp hối. Hai người nhìn nhau bằng tín hiệu trái tim. Ông tắt nghỉ ngày 30 tháng 8 năm 1935. Nhân dân Liên Xô vĩnh biệt ông hơn một tháng, ngày 7 tháng 9 thì đưa thi hài về Paris | ” |

## Tác phẩm
Các tác phẩm chủ yếu của Henri Barbusse là các cuốn tiểu thuyết, trong đó nổi tiếng hơn cả là tiểu thuyết Le feu. 